# Alfred Nobel
Alfred Bernhard Nobel (/'alfrəd 'bɛɳhɑ:ɖ noˈbɛ:lⓘ/ Estocolmo, 21 de octubre de 1833-San Remo, 10 de diciembre de 1896) fue un químico, ingeniero, escritor e inventor sueco, famoso principalmente por la invención de la dinamita y por crear los premios que llevan su nombre. Nobel fue propietario de la empresa Bofors, compañía a la que orientó desde la producción de hierro y acero, a la fabricación a gran escala de cañones y otros armamentos. Registró durante su vida 355 patentes y en la actualidad su nombre sobrevive en varias compañías, como Dynamit Nobel y AkzoNobel.
Nobel mostró una aptitud temprana para la ciencia y el aprendizaje, particularmente en química e idiomas; aprendió a hablar seis idiomas con fluidez y presentó su primera patente a los veinticuatro años. Se embarcó en muchas empresas comerciales con su familia, sobre todo siendo dueño de Bofors, un productor de hierro y acero que convirtió en un importante fabricante de cañones y otras armas.
Después de leer un obituario erróneo que lo condenó como especulador de la guerra, Nobel se inspiró para legar su fortuna a la institución del Premio Nobel, que reconocería anualmente a aquellos que «confirieron el mayor beneficio a la humanidad». El elemento sintético nobelio lleva su nombre, y su nombre y legado también sobreviven en empresas como Dynamit Nobel y AkzoNobel, que descienden de fusiones con empresas que él fundó.
Nobel fue elegido miembro de la Real Academia Sueca de Ciencias, que, según su testamento, se encargaría de elegir a los premios nobel de física y química.

## Biografía

### Primeros años y educación
Alfred Nobel fue el tercer hijo de Immanuel Nobel, un inventor e ingeniero, y Karolina Andriette Nobel (de soltera Ahlsell) y tuvo siete hermanos. La familia se empobreció y solo Alfred y sus tres hermanos sobrevivieron más allá de la infancia. A través de su padre, Alfred Nobel era descendiente del científico sueco Olaus Rudbeck (1630-1702), y a su vez, el niño se interesó por la ingeniería, en particular por los explosivos, aprendiendo los principios básicos de su padre desde muy joven. El interés de Alfred Nobel por la tecnología lo heredó de su padre, un alumno del Real Instituto de Tecnología de Estocolmo.
Cuando tenía nueve años de edad, la familia se trasladó a Rusia, donde él y sus hermanos recibieron una esmerada educación en ciencias naturales y humanidades.
Después de varios fracasos comerciales, el padre de Nobel se mudó a San Petersburgo, Rusia, y allí tuvo éxito como fabricante de máquinas herramienta y explosivos. Inventó el torno de chapa, que hizo posible la producción de madera contrachapada moderna, y comenzó a trabajar en las  minas submarinas. En 1842, la familia se reunió con él en la ciudad. Ahora próspero, sus padres pudieron enviar Nobel a tutores privados y el niño se destacó en sus estudios, particularmente en química e idiomas, logrando fluidez en inglés, francés, alemán y ruso. Durante 18 meses, de 1841 a 1842, Nobel fue a la única escuela a la que asistió de niño, en Estocolmo.
Regresó a Suecia en 1863, y completó allí las investigaciones que había iniciado en el campo de los explosivos: en 1863 consiguió controlar mediante un detonador las explosiones de la nitroglicerina, inventada por el italiano Ascanio Sobrero; en 1865 perfeccionó el sistema con un detonador de mercurio; y en 1867 consiguió la dinamita, un explosivo plástico resultante de absorber la nitroglicerina en un material sólido poroso, con lo que se reducían de accidentes. Las explosiones accidentales de la nitroglicerina, en una de las cuales había muerto su propio hermano Emil, habían despertado fuertes críticas contra Nobel y sus fábricas. 

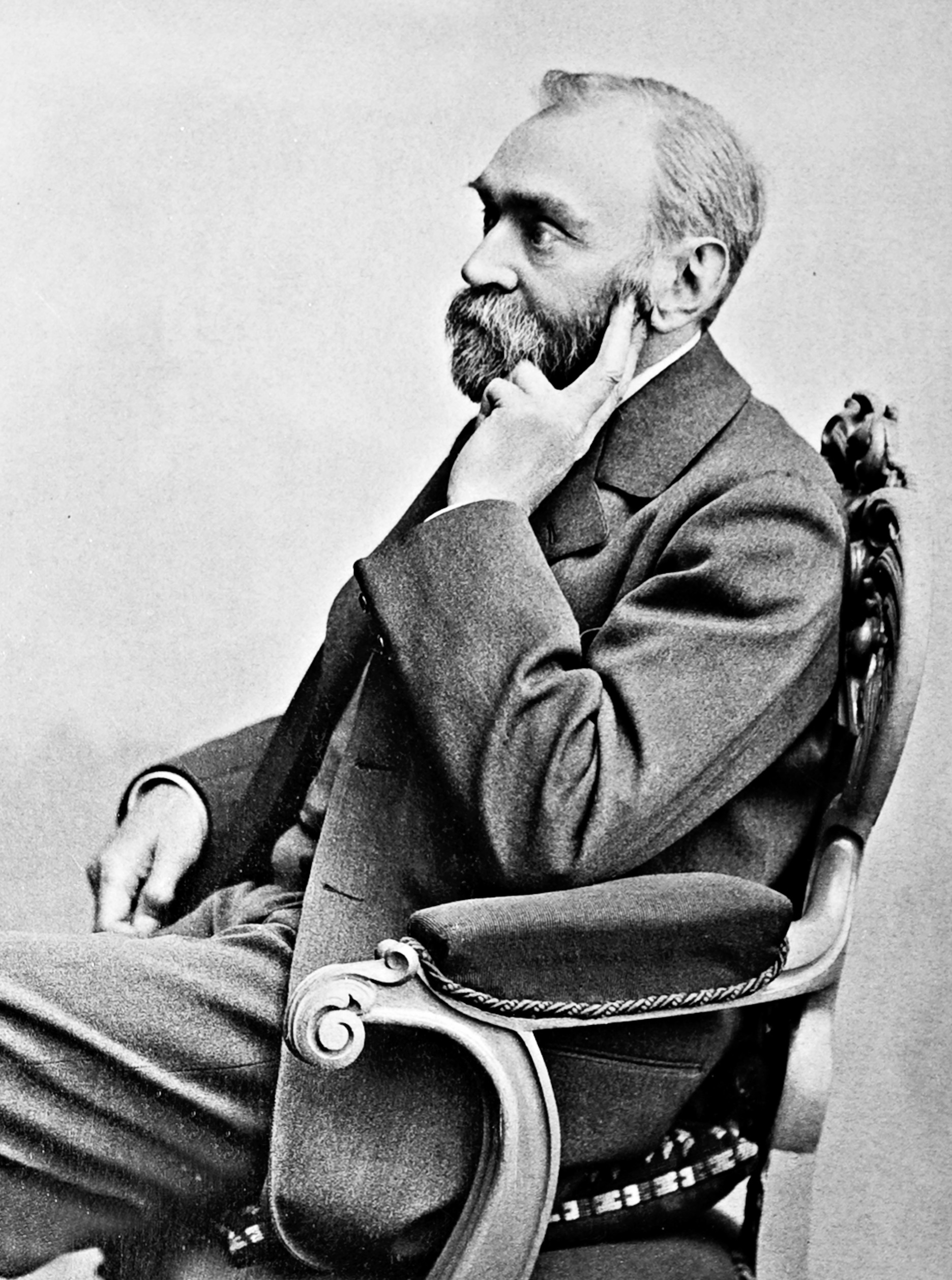
Nobel fotografiado por Gösta Florman.

En 1895 fundó Elektrokevislas Aktiebolaget, más conocida como Eka, en Bengtsfors, Suecia. La empresa fue finalmente absorbida por el grupo AkzoNobel que todavía en la actualidad mantiene parte de su nombre.
También desarrolló sus capacidades literarias como para escribir poesía en inglés. Su obra Nemesis, una tragedia en prosa sobre el episodio de Beatrice Cenci, inspirada en parte por la obra de Shelley The Cenci, fue impresa mientras agonizaba. La tirada completa de la obra, salvo tres ejemplares, fue destruida al ser considerada escandalosa y blasfema. Actualmente, además de una edición en sueco, existe otra en francés.
Alfred era un hombre solitario, quien nunca contrajo matrimonio ni tuvo hijos, sólo se le conocieron dos romances insatisfactorios, uno de los cuales fue con la pacifista Bertha von Suttner. Dominaba cinco idiomas (sueco, francés, ruso, inglés y alemán).
En su testamento firmado el 27 de noviembre de 1895 en el Club Sueco-Noruego de París, Nobel instituye con su fortuna un fondo con el que se premiaría a los mejores exponentes en la Literatura, Fisiología o Medicina, Física, Química y de Paz. Posteriormente fue creado el Premio del Banco de Suecia en Ciencias Económicas en memoria de Alfred Nobel, que no es propiamente un Nobel, sino en memoria a Alfred Nobel.
Una hemorragia cerebral le causó la muerte cuando estaba en su hogar en San Remo, Italia, el 10 de diciembre de 1896 a la edad de 63 años.
Se calcula que su fortuna en el momento de su muerte era de 33 000 000 coronas, de las que legó a su familia apenas una pequeña cantidad. El resto fue destinado a los Premios Nobel.

### Religión
Nobel era luterano y asistía regularmente a la Iglesia de Suecia en el Extranjero durante sus años en París, dirigida por el pastor Nathan Söderblom que recibió el Premio Nobel de la Paz en 1930. Se convirtió en agnóstico en la juventud y fue ateo más tarde en la vida, aunque todavía donó generosamente a la Iglesia.

### Salud y relaciones
Nobel viajó durante gran parte de su vida de negocios, manteniendo empresas en Europa y América mientras mantenía una casa en París desde 1873 hasta 1891. Siguió siendo un personaje solitario, dado a periodos de depresión. Permaneció soltero, aunque sus biógrafos señalan que tuvo al menos tres amores, el primero en Rusia con una chica llamada Alexandra que rechazó su propuesta. En 1876, la condesa austrobohemia Bertha Kinsky se convirtió en su secretaria, pero lo dejó tras una breve estancia para casarse con su anterior amante, el barón Arthur Gundaccar von Suttner. Su contacto con Nobel fue breve, pero mantuvo correspondencia con él hasta su muerte en 1896, y probablemente influyó en su decisión de incluir un premio de la paz en su testamento. Fue galardonada con el premio Nobel de la Paz de 1905 "por sus sinceras actividades en pro de la paz". La relación más duradera de Nobel fue con Sofija Hess de Celje a quien conoció en 1876. El enlace duró 18 años.

### Residencias
En los años de 1865 a 1873, Alfred Nobel tuvo su domicilio en Krümmel, Hamburgo, posteriormente se trasladó a una casa en la Avenida Malakoff de París ese mismo año.

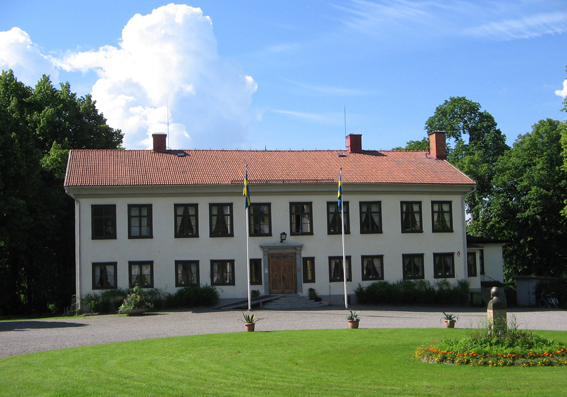
Björkborn Manor, en Karlskoga, fue la última residencia de Alfred Nobel en Suecia.

En 1894, cuando adquirió Bofors-Gullspång, se incluyó la Mansión Björkborn, se alojaba en su casa solariega en Suecia durante los veranos. La casa solariega se convirtió en su última residencia en Suecia y tras su muerte ha funcionado como museo.
Alfred Nobel murió el 10 de diciembre de 1896, en Sanremo, Italia, en su última residencia, Villa Nobel, con vistas al Mar Mediterráneo.

## Invenciones
Nobel descubrió que cuando la nitroglicerina se incorporaba a una sustancia inerte absorbente como el kieselguhr (tierra de diatomeas) resultaba más segura y cómoda de manejar, y esta mezcla la patentó en 1867 como "dinamita". Nobel demostró su explosivo por primera vez ese año, en una cantera de Redhill, Surrey, Inglaterra. Con el fin de ayudar a restablecer su nombre y mejorar la imagen de su negocio de las controversias anteriores asociadas con explosivos peligrosos, Nobel también había considerado el nombre de la sustancia altamente potente "Polvo de Seguridad de Nobel", pero se decidió por Dinamita en su lugar, en referencia a la palabra griega para "poder" (δύναμις).[cita requerida]
Posteriormente, Nobel combinó la nitroglicerina con varios compuestos de nitrocelulosa, similares al colodión, pero se decantó por una receta más eficaz que combinaba otro explosivo de nitrato, y obtuvo una sustancia transparente y gelatinosa, que era un explosivo más potente que la dinamita. La Gelignita, o gelatina de voladura, como se denominó, fue patentada en 1876; y le siguieron multitud de combinaciones similares, modificadas por la adición de nitrato de potasio y otras sustancias diversas. La gelignita era más estable, transportable y de forma más conveniente para encajar en agujeros perforados, como los utilizados en la perforación y la minería, que los compuestos utilizados anteriormente. Se adoptó como tecnología estándar para la minería en la "Era de la Ingeniería", lo que supuso para Nobel un gran éxito económico, aunque a costa de su salud. Una rama de esta investigación dio lugar a la invención por parte de Nobel de la ballistita, precursora de muchos explosivos modernos de pólvora sin humo y que aún se utiliza como propulsor de cohetes.[cita requerida]

## Homenajes
- En su honor se ha denominado el asteroide (6032) Nobel, y llevan su nombre el cráter lunar Nobel[34] así como un elemento químico, el Nobelio, y los premios Nobel.[35]